# Little Johnny Jones (film, 1929)
Pour l’article homonyme, voir Little Johnny Jones.
Pour plus de détails, voir Fiche technique et Distribution.
Little Johnny Jones est un film américain réalisé par Mervyn LeRoy, sorti en 1929.
C'est la deuxième adaptation au cinéma de la comédie musicale Little Johnny Jones de 1904, après un autre film du même titre sorti en 1923.

## Fiche technique
- Réalisation : Mervyn LeRoy
- Scénario : Edward Buzzelln, Adelaide Heilbron d'après la comédie musicale Little Johnny Jones[1] de George M. Cohan
- Photographie : Faxon M. Dean
- Musique : Rex Dunn
- Genre : Comédie dramatique[2]
- Production : First National Pictures
- Distributeur : Warner Bros. Pictures
- Durée : 74 minutes
- Date de sortie : novembre 1929

## Distribution
- Edward Buzzell : Johnny Jones
- Alice Day : Mary Baker
- Edna Murphy : Vivian Dale
- Robert Edeson : Ed Baker
- Wheeler Oakman : Wyman
- Ray Turner : Carbon
- Donald Reed as Ramon
- Scott McKee as Bit Part